# 体腔検査
体腔検査(たいこうけんさ、英語：Body cavity search)とは、身体の体腔に対して行われる検査である。

## 概要
最も厳格な身体検査の手法である。

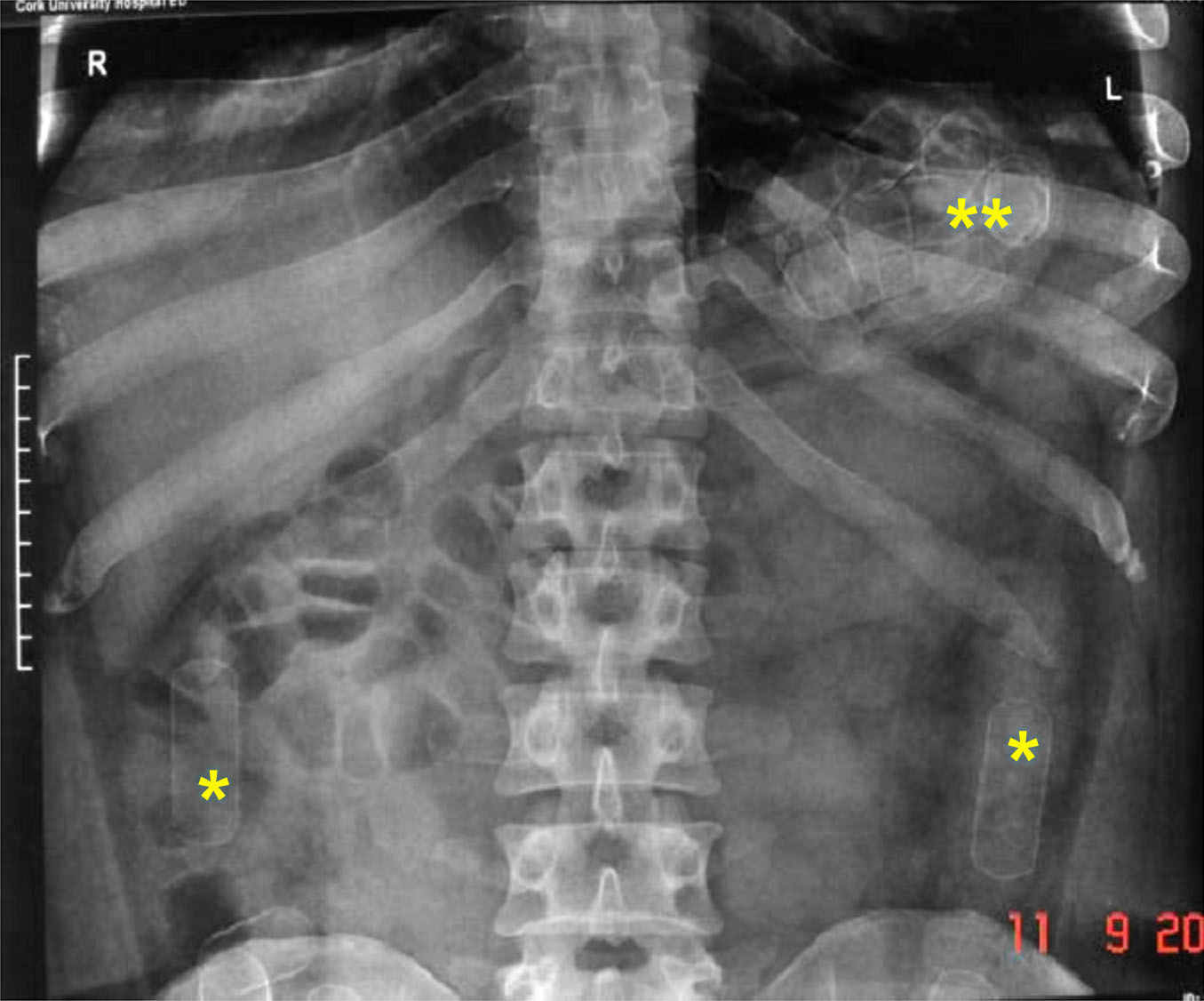
体腔を目視確認しただけでは不審物が発見できない場合、X線検査が行われることもある

身体の内部につながる体腔である口腔、鼻孔、耳、尿道、肛門および直腸、膣が主な検査項目である。
通常は検身の際に用いられる。検身で行われる主な理由は、それらの体腔を利用して不当に隠し持たれている武器や薬物等を発見する為である。保安検査の検身の場合、アメリカ運輸保安庁によると6歳から体腔検査の対象となる。また他の理由としては、刑事や民事事件の捜査や証明として行われることがある。実例としてイラクでは裁判所の命令による検身で医療法務機関(Medical Legal Institute)により体腔検査が行われている。
検身の他の実施事例としては採用試験の身体検査項目に用いられる事があり、ごく稀に軍隊や学校で行われることがある。実例ではトルコにおいて1999年以前に高校や2001年以降に看護学校で実施が義務付けられていたが、2010年代に入り停止されている。また、インドネシアでは警察やインドネシア国軍の採用試験において「二本指検査」(Two-finger test)と呼ばれる体腔検査が行われている。
人体の内部に対する強制的性質を伴う検査である為、合法性に対して異論があり、パキスタンなど一部の国では廃止されている。アメリカ合衆国では合衆国最高裁判所のウォーレン・E・バーガー判事によるBell v. Wolfish基準に基づいて行われている。またアメリカ合衆国税関・国境警備局が国境審査で行うこともある。